# کوی فلسطین

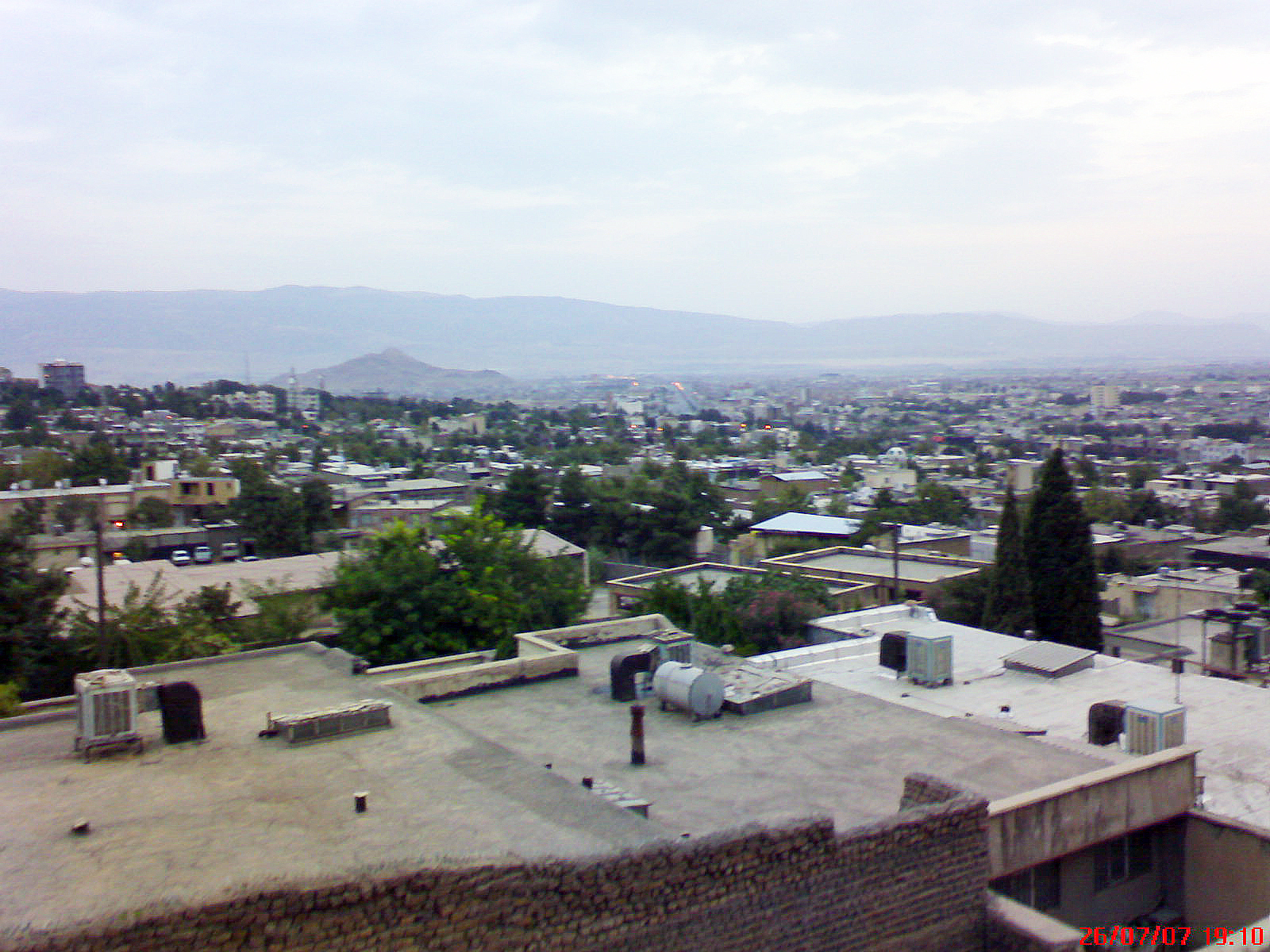
کوی فلسطین

کوی فلسطین نام یکی از محله‌های شرقی شهر خرم‌آباد است که اکثر ساکنان از ایل سکوند و جودکی هستند. در محل کنونی این محله پیش از انقلاب ۱۳۵۷ ایران گورستانی متعلق به اقلیت یهودیان این شهر وجود داشته و از آثار تاریخی به جای مانده یهودیان در این محل می‌توان به حوض موسی اشاره کرد. این منطقه توسط زمین‌های اهدایی خَیِر فرج‌الله جواهری، ساخته و جهت حمایت از مردم فلسطین به نام «کوی فلسطین» نامگذاری شده و در آن مسجدی به نام مسجدالاقصی بناگذاری شد.